# Jobbörse
Eine Jobbörse (auch Stellenbörse, Stellenportal oder Jobportal) ist eine Website, auf der Stellenausschreibungen veröffentlicht werden. Zweck ist die Bereitstellung dieser Stellenausschreibungen für Arbeitsuchende, die für die betreffenden Positionen infrage kommen. Ähnliche Angebote in Printmedien, auf Veranstaltungen wie Karrieremessen oder auf Unternehmenswebsites werden ebenfalls oft als Jobbörsen bezeichnet.
Die meisten Jobbörsen bieten Stelleninserate als Dienstleistung für Unternehmen auf Personalsuche an und finanzieren sich über die damit verbundenen Einnahmen. Für arbeitsuchende Nutzer ist die Nutzung gewöhnlich kostenlos. 
Neben der Veröffentlichung von Stellenanzeigen stellen viele Online-Jobbörsen weitere Dienstleistungen sowohl für Arbeitgeber als auch für Arbeitssuchende zur Verfügung. Dazu gehören Unternehmensprofile, Möglichkeiten zum Active Sourcing (wie z. B. durch Zugriff auf Bewerberdatenbanken) und Ratgeber-Artikel zu Bewerbung und Karriere.
Wie bei anderen Dienstleistern, gibt es auch unter Jobbörsen verschiedene Strategien bezüglich Diversifikation und Spezialisierung. Generalisten decken einen Großteil des Arbeitsmarktes ab, während Spezial-Jobbörsen sich auf bestimmte Branchen, Berufsgruppen oder geografische Bereiche konzentrieren. 2014 gab es in Deutschland rund 1600 Jobbörsen.

## Nutzung durch Arbeitgeber
Jobbörsen werden von Arbeitgebern als Mittel im Personalmarketing und in der Personalbeschaffung genutzt und gelten heute als wirkungsvollstes Medium in der Rekrutierung von neuen Mitarbeitern.
Bereits seit 2007 werden Stellenausschreibungen überwiegend online veröffentlicht. Neben Unternehmenswebsites oder Social Media gehören Online-Jobbörsen zu den bekanntesten E-Recruiting-Kanälen. 2015–2016 wurden Online-Jobbörsen von 84 % der befragten Personalreferenten und damit unter allen Recruiting-Kanälen am häufigsten genutzt. Danach folgten Social Media (74 %) und schließlich andere Kanäle wie Unternehmensprofile oder interne Stellenausschreibungen (51 %). 79 % der Befragten gaben an, bei der Personalsuche einen Multi-Channel-Ansatz zu nutzen. Print-Kanäle wurden nur von etwas über einem Drittel (38 %) noch genutzt.
47 % der befragten Personalreferenten gaben außerdem an, Unternehmensprofile in Online-Stellenplattformen zu nutzen. Unternehmensprofile auf Jobbörsen dienen unter anderem der Stärkung der Arbeitgebermarke. Dort können in der Regel Fotos und Videos eingebunden sowie Informationen über den jeweiligen Arbeitgeber bereitgestellt werden. Sie beinhalten beispielsweise Details zur Unternehmenskultur und -geschichte, Hinweise zum Bewerbungsweg, Kontaktdaten von Ansprechpartnern und Ansprechpartnerinnen sowie eine Übersicht aller ausgeschriebenen Positionen. 

## Nutzung durch Bewerber
Die Internet-Stellenbörse ist mit 66,8 % der bei der aktiven Suche durch Arbeitssuchende nach offenen Stellen und potenziellen Arbeitgebern am häufigsten genutzte Kanal. Mit deutlichem Abstand folgen Unternehmenswebsites und Karrierenetzwerke. Printmedien werden hingegen von nur noch 28,4 % der Befragten häufig zur Stellensuche genutzt.
Vor allem computeraffine Bewerber wie Personen aus den Bereichen IT, Technik und Elektronik oder Medien bewerten Online-Recruiting-Methoden positiv und nutzen diese intensiv. Dieses zeigt sich ebenfalls in Berufsgruppen, deren Tätigkeit durch einen hohen Computerisierungsgrad gekennzeichnet ist. Bewerber aus Berufsfeldern wie zum Beispiel Produktion und Fertigung oder Soziales und Pädagogik bevorzugen allerdings tendenziell weiterhin Offline-Bewerbungswege.
Zur Messung des Nutzungsverhaltens von Online-Medien werden Messverfahren eingesetzt, die Zählpixel (das IVW-Pixel) auf der Website implementieren, um die Besuche (Visits) und die Aufrufe weiterer Unterseiten (Page Impressions) zu erfassen. Eine aussagekräftige und transparente Messung für die Nutzung von Jobbörsen ist die neutrale und objektive IVW Messung, welche die Verbreitung und Reichweite von Werbeträgern ermittelt und prüft. Diese stellt die Gesamtanzahl der Seitenabrufe und der einzelnen zusammenhängenden Nutzungsvorgänge von Web-Angeboten fest. Sie liefert somit transparente Daten für Verbraucher und den Leistungswettbewerb der Medien untereinander. Die aktuellen Messwerte können auf der Webseite der IVW frei eingesehen werden.
Gemäß IVW Messung liegt die Online-Jobbörse StepStone.de, die mehrheitlich der Axel Springer AG gehört, in Deutschland an erster Stelle. Weitere genutzte Jobbörsen sind die zur Markt Gruppe gehörende Plattform Stellenanzeigen.de oder die zur Scout24 AG gehörende Plattform JobScout24.

## Typen

### Generalistische Jobbörsen
Bei generalistischen Jobbörsen handelt es sich um „allgemeine“ Jobbörsen, auf denen alle Arten von Stellenanzeigen veröffentlicht werden. Im Gegensatz zu den Spezial-Jobbörsen gibt es bei generalistischen Jobbörsen keine Einschränkung der ausgeschriebenen Stellen hinsichtlich Branche, Berufszweig, Region, Funktion oder Anbieterkreis. Aus diesem Grund verfügen die generalistischen Jobbörsen auch über die größte Menge an Stellenangeboten und die höchsten Nutzungszahlen. Mithilfe spezieller Suchtechnologien können Bewerber die Suchergebnisse für ihren eigenen Bedarf filtern und für sich relevante Ergebnisse anzeigen lassen. Möglich ist u. a. eine Filterung nach Region, Gehaltsspannen, Teilzeit-Möglichkeiten, Vertragsart, benötigter Berufserfahrung und Home Office-Möglichkeiten. 2022 wurden im Rahmen einer bundesweiten Online-Umfrage von Deutschlandtest und Focus Money die Generalisten Indeed, Stepstone und LinkedIn am besten bewertet. In einer Studie des Handelsblatts wurden 2024 Stellenmarkt.de, Indeed und Jobs.de als beste Jobbörsen bewertet.

### Meta-Jobbörsen
Auf Meta-Jobbörsen werden automatisiert Stellenausschreibungen vieler verschiedener Jobbörsen zusammengetragen. Sie basieren auf automatisierten Suchvorgängen, bei denen die Stellenanzeigen von bestimmten Jobbörsen durchsucht werden und in einem Index für Suchabfragen bereitgestellt werden. Die Verlinkung erfolgt dann auf die jeweilige Original-Stellenanzeige in der ursprünglichen Jobbörse, die von der Meta-Jobbörse durchsucht wurde. Meta-Jobbörsen sind demzufolge keine eigenständigen Jobbörsen, da die Stellenanzeigen bereits in einer anderen Jobbörse im Internet erschienen sind.
Von einer Meta-Jobbörse sind Jobsuchmaschinen zu unterscheiden. Darunter versteht man ein Internet-Angebot, das zusätzlich zu Jobbörsen teilweise auch Unternehmenswebsites und andere Internetportale nach verfügbaren Stellen durchsucht. Im Gegensatz zu generellen Suchmaschinen wie Google oder Bing wenden Jobsuchmaschinen spezifische Analysen an, um die Herkunft von Stellenanzeigen zu selektieren oder berufs- und jobspezifische Bezeichnungen anhand einer semantischen Analyse zuzuordnen.

### Spezial-Jobbörsen
Spezial-Jobbörsen unterscheiden sich von generalistischen Plattformen, indem sie sich auf bestimmte Arten von Stellenangeboten fokussieren. Möglich ist beispielsweise eine Spezialisierung auf bestimmte Branchen, Berufe, Zielgruppen oder geografische Regionen. Aufgrund dieser Fokussierung ist die Anzahl an Stellenausschreibungen in Spezial-Jobbörsen im Vergleich zu generalistischen Plattformen geringer. Arbeitssuchende haben dadurch jedoch den Vorteil, dass das Stellenangebot besser auf sie zugeschnitten und dadurch für sie relevanter ist, während Arbeitgebern eine gezieltere Zielgruppenansprache ermöglicht wird. Im Rahmen der Online-Umfrage von Deutschlandtest und Focus Money wurden 2022 die Spezialjobbörsen Yourfirm, Absolventa und jobvector am besten bewertet. In seiner Studie aus dem Jahr 2024 zeichnete das Handelsblatt ebenfalls Yourfirm und jobvector als beste Spezialjobbörsen aus.

## Entwicklung
Ab Mitte der 1990er hat durch die Ausbreitung des Internets eine zunehmende Verlagerung in den Online-Bereich stattgefunden, da die Prozesse zur Stellenbesetzung dadurch teilweise automatisiert und beschleunigt werden können. Im Vergleich zur Veröffentlichung in Print-Medien sind Stellenanzeigen in E-Recruiting-Kanälen leichter für Arbeitssuchende auffindbar, haben eine viel höhere Reichweite, können von Arbeitgebern aktualisiert oder vorzeitig entfernt werden und sind außerdem zeit- und kostensparender.
Im Jahr 2011 wurden 62,9 % aller Vakanzen in Internet-Stellenbörsen ausgeschrieben. In diesem Recruiting-Kanal wurden somit deutlich mehr freie Stellen veröffentlicht als in Printmedien, wo im Jahr 2011 nur noch zwei von zehn Stellenanzeigen geschaltet wurden. Das entspricht einem Rückgang um 17,6 Prozentpunkte im Vergleich zum Jahr 2002.
Jobbörsen begannen zunächst mit der Digitalisierung des eigentlichen Stellenmarkts, der der klassischen Ansammlung von Stellenanzeigen in Printmedien entspricht. In den kommenden Jahren wurden vor allem die Suchtechnologien der Jobbörsen immer weiter verbessert und weitere Services, wie die Nutzung von Online-Bewerberprofilen, erweitert. Die entscheidenden Qualitätsmerkmale von Jobbörsen sind u. a. die Nutzungshäufigkeit, die Aktualität, die Qualität der Suchergebnisse, der Angebotsumfang sowie die Benutzerfreundlichkeit.